# Franz von Bandiera
Pour les articles homonymes, voir Bandiera.
Le baron Franz von Bandiera né Francesco Bandiera (Venise, 22 mai 1785 – Carpenedo di Mestre (it), 16 septembre 1847), est un amiral autrichien.

## Biographie
Francesco Bandiera est le fils de Domenico Bandiera et de son épouse, née Giovanna Donati d'Ancône.
Il entre dans la marine et participe comme cadet à une expédition autrichienne contre le Maroc entre 1803 et 1805. Comme la grande majorité de ses collègues vénitiens, il rejoint en 1805 la marine royale italienne (napoléonienne) et commande ainsi à vingt-trois ans la canonnière Incorruttibile avec le grade de lieutenant de frégate. Le 24 mars 1810, il est capturé par les Britanniques puis libéré.
La marine royale italienne ayant été absorbée en 1814 par l'Autriche, il poursuit sa carrière au sein de la flotte austro-hongroise ; considéré comme l'un des meilleurs officiers, il reçoit le commandement d'une nouvelle expédition contre le Maroc qui se déroule de janvier 1829 à l'automne 1830 et s'avère un succès qui donne de l'élan à sa carrière. En mars 1831, il commande une flottille à bord de la corvette Abondanza au cours des opérations de répression des insurrections italiennes dans le nord de la péninsule, et capture Carlo Zucchi, le chef révolutionnaire le plus recherché, qui avait échappé aux troupes autrichiennes terrestres ; cette action lui vaut d'être élevé à la dignité de baron de l'empire.
Au cours de l'été 1832 il commande la frégate Medea entre Venise et Marseille afin de convoyer vers la France des révolutionnaires italiens capturés en Romagne, dans le but de gêner Louis-Philippe. Il est ensuite chargé d'organiser la déportation vers les États-Unis de réfugiés polonais ayant fui vers la Galicie à la suite de l'écrasement de la révolution polonaise par la Russie ; ce voyage marque la première apparition du pavillon autrichien en Amérique du Nord.  

## Famille
Il a avec Anna Marsich deux fils qui prendront part au Risorgimento italien :
- Attilio  Bandiera né le 24 mai 1810,
- Emilio  Bandiera né le 20 juillet 1819.

## Distinctions
- Commandant de l'Ordre impérial de Léopold d'Autriche
- Chevalier de l'Ordre de la Couronne de fer de classe II
- Chevalier Suprême de l'Ordre du Christ